# Riyon Tori
Riyon Tori (桃李 理永 Tori Riyon?, nacido el 25 de septiembre de 2001 en Osaka) es un futbolista japonés que juega como centrocampista.
En 2019, Tori se unió al Cerezo Osaka de la J1 League.

## Trayectoria

### Clubes
| Club         | País  | Año    |
| ------------ | ----- | ------ |
| Cerezo Osaka | Japón | 2019 - |

## Estadística de carrera

### J. League
| Club                | Año   | J. League | J. League | Copa J. League | Copa J. League | Total | Total |
| Club                | Año   | Part.     | Goles     | Part.          | Goles          | Part. | Goles |
| ------------------- | ----- | --------- | --------- | -------------- | -------------- | ----- | ----- |
| Cerezo Osaka        | 2019  | 0         | 0         | 0              | 0              | 0     | 0     |
| Cerezo Osaka sub-23 | 2019  | 16        | 0         | -              | -              | 16    | 0     |
| Total               | Total | 16        | 0         | 0              | 0              | 16    | 0     |